# Anja Zdovc
Anja Zdovc (* 24. August 1987 in Slovenj Gradec) ist eine slowenische Volleyballspielerin.

## Karriere
Zdovc interessierte sich zunächst für Karate, bevor ein Lehrer sie zum Volleyball brachte. Sie begann ihre Karriere 2002 bei Nova KBM Branik Maribor, wo sie bereits als 15-Jährige in der ersten Liga spielte. Kurz darauf wurde sie erstmals in die slowenische Nationalmannschaft berufen. 2004 gewann sie mit Maribor den slowenischen Pokal. 2006 wechselte die Außenangreiferin zum Ligakonkurrenten ZOK Novo mesto. Zwei Jahre später verließ sie die Heimat und ging zu Melun La Rochette. Der französische Verein musste sich jedoch aus der Liga zurückziehen, so dass Zdovc zu Dinamo Bukarest weiterzog. Dort gewann sie ebenfalls den nationalen Pokal und wurde in der Saison 2008/09 Dritte der Meisterschaft. 2010 kehrte sie nach Frankreich zurück und spielte für Istres Ouest Provence Volley-Ball. In der Saison 2012/13 wurde sie mit Béziers Volley französische Vizemeisterin. Anschließend wechselte sie innerhalb der Liga zu PA Venelles. In der Saison 2016/17 war sie auf der Insel Santorin bei AO Thiras aktiv. Danach wurde die Slowenin vom deutschen Bundesligisten Rote Raben Vilsbiburg verpflichtet.